# Zushi (Kanagawa)
Zushi (逗子市 Zushi-shi?) es una ciudad en la prefectura de Kanagawa, Japón, localizada en el centro-este de la isla de Honshū, en la región de Kantō. Tenía una población estimada de 56 996 habitantes el 1 de septiembre de 2020 y una densidad de población de 3298 personas por km².

## Geografía
Zushi está localizada en la parte noroeste de la península de Miura, frente a la bahía de Sagami en el océano Pacífico. La ciudad está asentada sobre una llanura aluvial formada por el río Tagoe (田越川 Tagoegawa?) y rodeada de colinas bajas y empinadas. Limita al noroeste con la ciudad de Kamakura, al noreste Yokohama (Kanazawa-ku), al este con Yokosuka, al oeste con la bahía de Sagami y al sur con el pueblo de Hayama.

## Historia
El área de Zushi ha estado habitada desde tiempos prehistóricos, se han descubierto numerosos restos de los períodos Kofun y Yayoi dentro de sus límites. Durante el período Heian, quedó bajo el control del clan Miura, y durante el período Kamakura formó parte de las fortificaciones externas de Kamakura. El puerto de Kotsubo se menciona con frecuencia en el Azuma Kagami. El nombre «Zushi» se ha escrito de muchas maneras diferentes, incluyendo 豆師・図師・厨子・豆子. El término «zushi» en sí mismo significa calle, callejón o una intersección y llegó a la región de Kantō desde Kioto. Una de sus primeras apariciones está en un documento del clan Hōjō como 豆師. Durante el período Edo junto con la mayor parte del oeste de la provincia de Sagami era territorio bajo control directo del shogunato Tokugawa y administrado por varios hatamoto.
En la reforma catastral del 1 de abril de 1889 después de la restauración Meiji, se creó la aldea Tagoe dentro del distrito de Miura en la prefectura de Kanagawa mediante la fusión de seis aldeas locales. El desarrollo del área fue alentado por la apertura del ferrocarril de la línea Yokosuka el 16 de junio de 1889. La villa Tagoe cambió su nombre a Zushi el 1 de abril de 1924, sin embargo, el 1 de abril de 1943 fue anexado por la ciudad de Yokusuka. Recuperó su condición de municipio independiente el 1 de julio de 1950, como pueblo de Zushi. El estado de la ciudad se obtuvo el 15 de abril de 1954. Zushi se desarrolló como un área turística en la década de 1960, con la apertura de Zushi Marina en 1967.

## Demografía
Según los datos del censo japonés, la población de Zushi se ha mantenido estable en los últimos 40 años.
| Gráfica de evolución demográfica de Zushi entre 1950 y 2015 |
|                                                             |
| Oficina de Estadística de Japón                             |

### Ciudades hermanas
Zushi está hermanado o tiene tratado de amistad con:
- Ikaho, Japón (1979);[9]
- Nazaré, Portugal (2004).[10][11]